# Kaliforniai punk színtér
A kaliforniai punk színtér egy regionális punk zenei színtér, ami a késő 1970-es években kezdődött és még ma is létezik. Főleg (de nem csak) Los Angeles, Orange County és San Francisco környéki zenekarokból áll.

## Történet

### Elő–1976
Los Angelesben nagyon erős glam rock színtér volt az 1970-es évek elején, ugyanígy New Yorkban és Londonban, a glam rock több alakja később fontos szerepet játszott a későbbi punk színtérben. Az LA glam egy English Disco nevű club köré csoportosult, amit Rodney Bingenheimer üzemeltetett, aki később DJ lett a KROQ-nál és segítette az LA-i punkzenekarokat.
Az 1970-es évek közepén több protopunk hard rock zenekar is felbukkant, jelentősebb a The Runaways volt.

### 1976–1980
1976-tól olyan punkzenekarok hatására, mint a Ramones, a Sex Pistols és a The Clash számos punkzenekar alakult meg San Francisco és Los Angeles környékén. Többek közt ilyen volt a The Weirdos, The Dils, The Screamers, The Dickies, X, The Plugz, The Zeros és a The Bags Los Angelesben, a The Avengers, The Nuns, Crime, Negative Trend és a Dead Kennedys San Franciscóban. A kaliforniai punknak ez az időszaka zeneileg igen eklektikus volt, és a punk színtéren sok olyan zenekar volt akik erősen hajlottak a new wave, a synthpunk, a rockabilly, a chicano rock és a hard rock felé és voltak olyanok akik pure punkot játszottak.
1978–1979 körül Dél-Kaliforniában megalakultak az első hardcore punk zenekarok mint a Middle Class, a Black Flag és a Circle Jerks. A hardcore zenekarok és azok rajongói fiatalabbak voltak mint a punkok a régebbi LA színtérről és főleg Los Angeles külvárosaiból érkeztek különösen South Bay-ből és Orange County-ból. Ez rivalizálást eredményezett az idősebb "Hollywood" színtér és a hardcore "külvárosi", "surf punk" vagy "beach punk" között. A hollywoodi színtérben mozgók sokszor nem szerették a hardcore zenei szűklátókörűségét és az erőszakot ami kapcsolatban állt a "külvárosi" punkokkal (az Orange County punk színtér híres volt az erőszakról) ezalatt a "külvárosi" punkok lenézték a kevesebb intenzitású idősebb "Hollywood" zenekarokat ( a Germs kivétel volt) és a tudatos divatját a "Hollywood" punkoknak. Penelope Spheeris dokumentumfilmje a The Decline of Western Civilization 1979-ben és 1980-ban készült abban az időben amikor az idősebb LA színtér helyet adott a hardcore zenekaroknak mindkét színtérről.
1981-re a hardcore nagymértékben áthelyezte az idősebb hollywoodi színteret és az lett a domináns műfaj Észak-és Dél-Kaliforniában. Erre az időre több régebbi punk zenekar feloszlott vagy inaktívvá vált. Kevesek, mint a The Go Go's, The Dickies és az X mainstream-ek lettek (egyes esetekben felhagytak a punk-kal) mások, mint a Dead Kennedys megragadták a hardcore-t.

### 1981–1986
1980-as évek elején a hardcore volt a domináns formája a punknak. Sokan úgy tartották, hogy a döntő hardcore zenekar a Black Flag. Más jelentős hardcore zenekarok is aktívak voltak abban az időben mint a Circle Jerks, a The Adolescents, Bad Religion, Fear és a TSOL Dél-Kaliforniában, a Dead Kennedys és a Crucifix San Francisco Bay Area-ban.
Ugyan a hardcore domináns volt mégis a punk kezdett változatos lenni. Az Agent Orange-nál észrevehető a surf rock hatás, míg a The Angry Samoans-nál erős az 1960-as évekbeli Garage rock hatás. The Descendents és a The Vandals hangzását később pop-punknak nevezték. A Flipper sosem ragadta meg a hardcore-t, helyette egyedi, lassú, eltorzult, erős basszusú zenét játszott amely később hatással volt a grunge-ra. A Social Distortion népszerű lett a Sex Pistols hatású klasszikusabb punk rock zenéjük miatt.
A heavy metal szintén nagy hatást tett a hardcore punk zenekarokra mint a Suicidal Tendencies, Black Flag és a TSOL akiknél előfordult karrierjük során, hogy áthajlottak a heavy metalba. Azon olyan műfajok mint a crossover trash, trashcore és a metalcore ezeknek az egyesüléséből jöttek létre.
A hardcore színtér főleg Los Angeles-ben és Orange Countyban, híres volt az erőszakról mert több erőszakos punkcsoport is alakult Dél-Kaliforniában és mert a "fehér hatalom" skinheadek belevegyültek a punk színtérbe Észak- és Dél-Kaliforniában is. A híres erőszak a punkkoncerteken szerepelt több népszerű tv-sorozatban mint a CHIPs-ben és a Quincy, M.E.-ben, ahol a hardcore punkok úgy voltak ábrázolva mint akik súlyos testi sértést és gyilkosságot követtek el. Az 1980-as évek elején, a punkkoncertek a rendőrség és a koncerten tartózkodó emberek harcainak színterévé váltak, főleg Los Angelesben, de San Franciscóban is. Henry Rollins szerint a rendőrség sokkal több problémát okozott mint amit megoldott egy-egy koncerten. Egyszer a Black Flag kemény őrizet alatt volt, azzal gyanúsították őket, hogy fedeznek egy drog hálózatnak.
Ebben az időben sok punk dalszöveg anarhista, baloladli és progresszív volt ezen kívül reakció volt Ronald Reagan politikájára.

### 1987–1995
1980-as évek végére az olyan zenekarok mint a Black Flag, Dead Kennedys, Descendents és a Flipper feloszlottak, az új színtér főleg San Francisco és környéke volt. Itt olyan zenekarok tűntek fel mint a Crimpshrine, Green Day, Good Riddance, Jawbreaker, The Lookouts, The Mr. T Experience, NOFX, No Use for a Name, Rancid, Samiam és a $wingin" Utter$.
Olyan Los Angeles és környéki zenekarok mint a Guttermouth, Jughead's Revenge, Lagwagon, The Offspring és a Pennywise ebben az időben kezdtek sikeresek lenni. Ez igaz volt még más zenekarokra is mint sacramentoi The Groovie Ghoulies-ra. Az 1980-as évek végén 1990-es évek elején San Diegóban kialakult a post-hardcore színtér olyan zenekarokkal mint a Pitchfork, Rocket From the Crypt, Drive Like Jehu és az Unwrtitten Law. Ezek közül a zenekarok közül több is szerepet játszott az úgynevezett math rock megmozdulásban.
Ebben az időben az úgynevezett queercore punk zenekaroknak főleg San Franciscóban és Los Angelesben volt közönsége. Jelentős ilyen zenekar volt a Pansy Division és a Tribe 8, akik olyan kiadókhoz szerződtek mint az Outpunk.
Ellentétben régebbi hullámba tartozó zenekarokkal akiknek keményebb volt a zenéje és a dalszövegeik politikai töltetűek voltak, a San Francisco-i zenekarok (voltak kivételek, például a NOFX) zenéje Ramones hatásúbb volt, ami pop-punkosabb hangzást jelentett és a dalszövegek kapcsolatokról, drogokról és szórakozásról szóltak.
Ezek közül a zenekarok közül többnek a Lookout! Records volt a kiadója aminek a Lookouts frontembere Larry Livermore volt. A zenekarok segítették sikeressé tenni a híres rock club-ot a 924 Gilman Street-et.

### Mainstream sikerek
1989-ben a Social Distortion szerződést írt alá az Epic Recordsnál így ők lettek az első zenekar a színtérről, az 1970-es évek végi The Dickies óta akiknek nagy kiadója volt. Az albumukat mit egyszerűen Social Distortionnek neveztek el, mérsékelt sikerű lett négy slágerrel a "Let It Be Me"-vel, a "Ball and Chain"-nel, a Story of My Life-fal és egy Johnny Cash feldolgozással a "Ring of Fire"-rel.
1993-ban a Social Distortion sikerét követően más zenekarok is nagy kiadókhoz szerződtek mint a Green Day aki szerződést írt alá Reprise Records-nál és 1994-ben kiadta az első nagy kiadós albumukat a Dookie-t. A Dookie óriási siker lett második helyet ért el a billboard top 200 album listáján. Nem sokkal a Dookie sikere után, a The Offspring Smash című albuma hasonló eredményt hozott. Azonban a Smash a Dookie-val ellentétben egy független punk kiadónál az Epitaph Records-nál jelent meg, és ez lett a legtöbbet eladott független kiadású lemez és uat nyitott más független punkzenekaroknak, hogy sikereket érjenek el.
Nem sokkal később csatlakozott a Green Day-hez és a The Offspringhez a Bad Religion, NoFX és a Rancid akiknek az albumaik a Starnger Than Fiction, Punk In Drublic és a … And Out Come the Wolves platinum vagy aranylemezek lettek (az utolsó kettő az Epitaph-nál jelent meg).
Ezeknek a zenekaroknak a sikere, segített a Los Angeles környéki ska-punk zenekaroknak mint a No Doubt, Sublime és a Reel Big Fish.

## Művészet
A punkkoncertek és albumok szaporodása Kaliforniában a szórólapok és album borítók sokszorozódását is jelentették. Több művész akik tevékenykedtek a korai punk színtérben később nagyobb ismertségre tett szert. Mark Vallen festő és grafikus a korai LA színtérben tevékenykedett, album borítóknál és amatőr magazinoknál. Gary Panter szintén a korai LA punk színtérhez köthető, ő készítette a The Screamers sajátos logóját. Raymond Pettibon (a Black Flag-es Greg Ginn testvére) az LA hardcore színtérrel kapcsolható össze, főleg a Black Flag-gel és a The Minutemennel, ő tervezte a Black Flag sajátos négy csíkos logóját. Winston Smith egy San Francisco-i kollázsművész a Dead Kennedys-szel kapcsolható össze.

## Jelentős találkozóhelyek
- B-Game Lions Club – Burlingame, ismeretlen–jelen
- Slims – San Francisco, ismeretlen–jelen
- 924 Gilman Street – Berkeley, 1986–jelen
- Barrington Hall – Berkeley, 1984-ig
- The Casbah – San Diego, 1989–jelen
- Che Cafe – San Diego, 1980–jelen
- Club Foot – San Francisco, 1978–1985
- Club Vex – Kelet Los Angeles, 1980-as évek
- Cuckoo's Nest – Orange County, 1970-es évek vége-1980-as évek
- The Deaf Club – San Francisco, 1978–1979
- The Elite Club – San Francisco, 1980-as évek eleje
- The Farm – San Francisco, 1970-es évek vége-1980-as évek
- Fleetwood – South Bay, 1970-es évek vége-1980-as évek
- Mabuhay Gardens – San Francisco, 1976–1986
- Madame Wong's – Los Angeles, 1978–1985
- The Masque – Los Angeles, 1977–1979
- On Broadway – San Fransisco, 1980–1984
- Ruthie's Inn – Berkeley, 1980-as évek
- The Smell – Los Angeles, 1997–jelen
- Sound of Music – San Fransisco, 1980-as évek eleje
- Starwood Club – Los Angeles, 1970-es évek vége-1980-as évek
- Target Video – San Fransisco, 1978–1981
- Temple Beautiful – San Francisco, 1978–1980
- Valencia Tool & Die – San Francisco, 1970-es évek vége-1980-as évek eleje
- Whisky a Go Go – Los Angeles, 1964–1982, 1986–jelen
- The Campbell Gaslighter – Campbell, 1995–2006
- The Boys & Girls Club In Paso Robles – 2007–jelen

## Jelentős kiadók
Még néhány zenekar mint a Green Day, The Offspring és az AFI nagy kiadókhoz szerződtek, sok zenekar a helyi független punk kiadókat választotta. Több ilyen kiadót egy helyi zenész indított el, hogy ki tudja adni a saját zenekara albumait, de később nagyobb kiadóvá nőtte ki magát több zenekarral.
- Adeline Records – Billie Joe Armstrong a Green Day frontembere alapította
- Alternative Tentacles – a Dead Kennedys-es Jello Biafra alapította
- Asian Man Records
- Dangerhouse Records – a Screamers alapító tagja David Brown alapította
- Epitaph Records – a Bad Religion-ös Brett Gurewitz alapította
- Fat Wreck Chords – a NOFX-os Fat Mike alapította
- Frontier Records
- Geykido Comet Records
- Hellcat Records – a Bad Religion-ös Brett Gurewitz és a Rancid-es Tim Armstrong alapította
- Lookout! Records – a The Lookouts frontembere Larry Livermore alapította
- Mystic Records
- New Alliance Records – a The Minutemen alapította
- Nitro Records – A The Offspring-os Dexter Holland és Greg K alapította
- Posh Boy Records
- Punkcore Records
- Slash Records – a Slash nevű amatőr magazinnal van kapcsolatban
- SST Records – a Black Flag gitárosa Greg Ginn alapította
- Subterranean Records

## Amatőr magazinok
- Flipside
- Maximum RocknRoll
- Slash
- Razorcake Magazine